# إنزال بحري

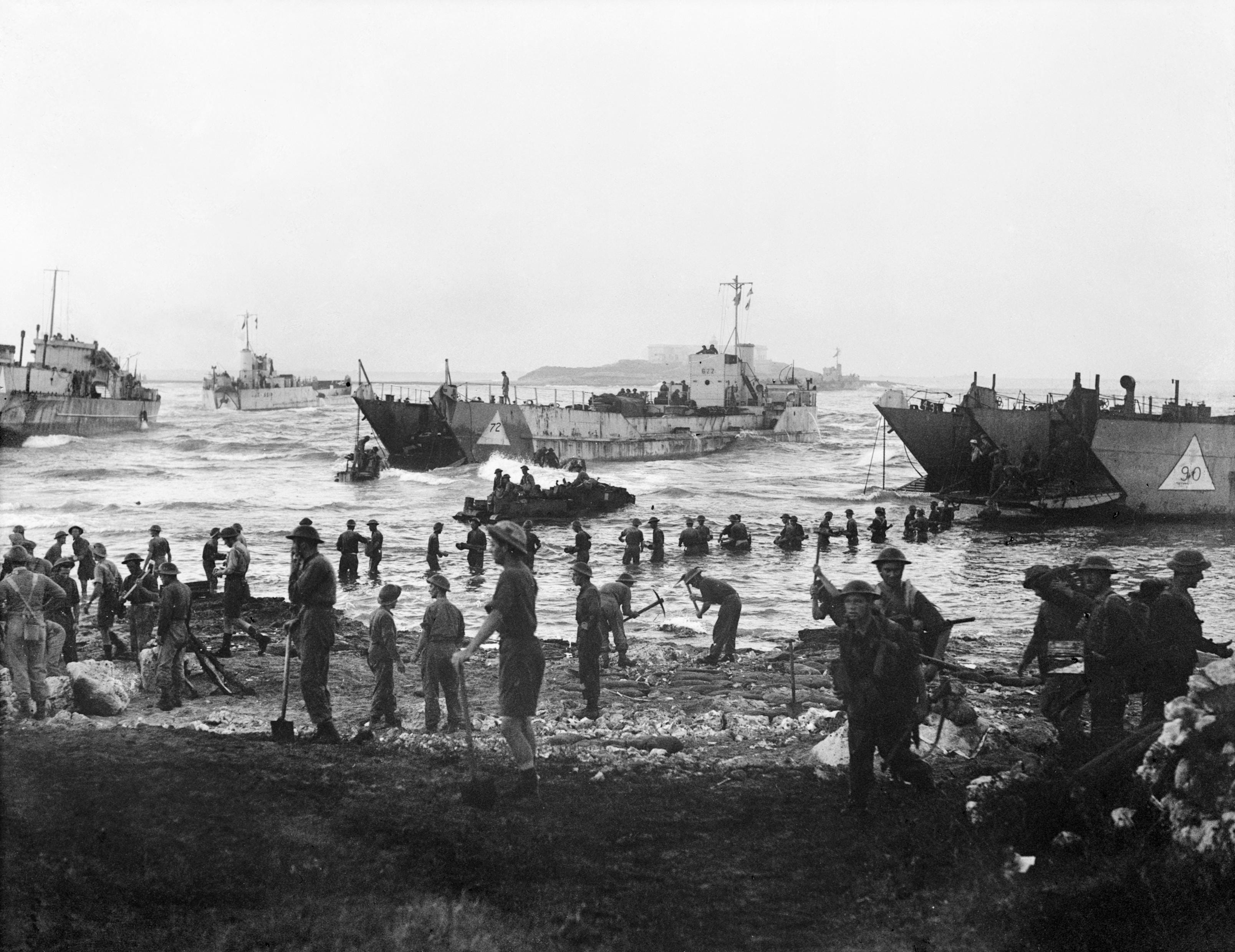
غزو الحلفاء لصقلية، 1943م.

الإنزال البري أو الإبرار هو إنزال قوات عسكرية من البحر إلى البر، هذه العملية العسكرية قديمة قدم الحروب حيث مارستها الجماعات المهاجمة الأولى في التاريخ القديم والوسيط والحديث أما أكبر عمليات الإبرار فكانت في الحرب العالمية الثانية ومن اهمها انزال النورماندي، كما تعتبر عملية إنزال الحسيمة الأولى من نوعها في التاريخ العسكري.

## الانزال بحري
خلال الحرب العالمية الثانية، استُخدمت عمليات الإنزال بفعالية كبيرة خلال إنزال النورماندي وغزو صقلية على الجبهة الغربية، وعبر المحيط الهادئ من خلال استراتيجية قفز الجزر خلال حرب المحيط الهادئ. تضمنت عمليات الإنزال اللاحقة خلال الحرب الباردة معركة إنتشون عام 1950 خلال الحرب الكورية، وغزو خليج الخنازير لكوبا عام 1961، وغزو الولايات المتحدة لغرينادا عام 1983م.

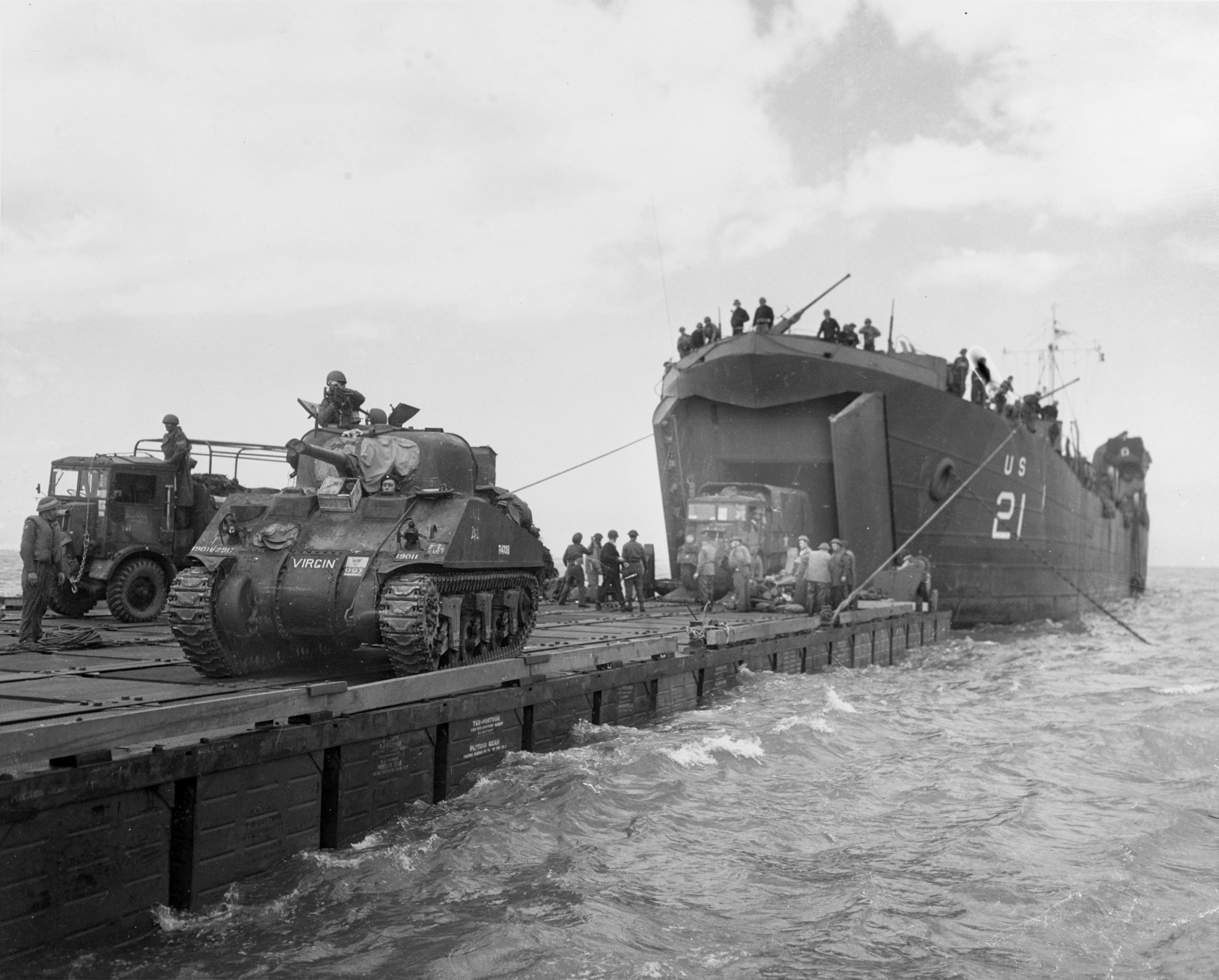
إنزال نورماندي.